# Over the Shoulder

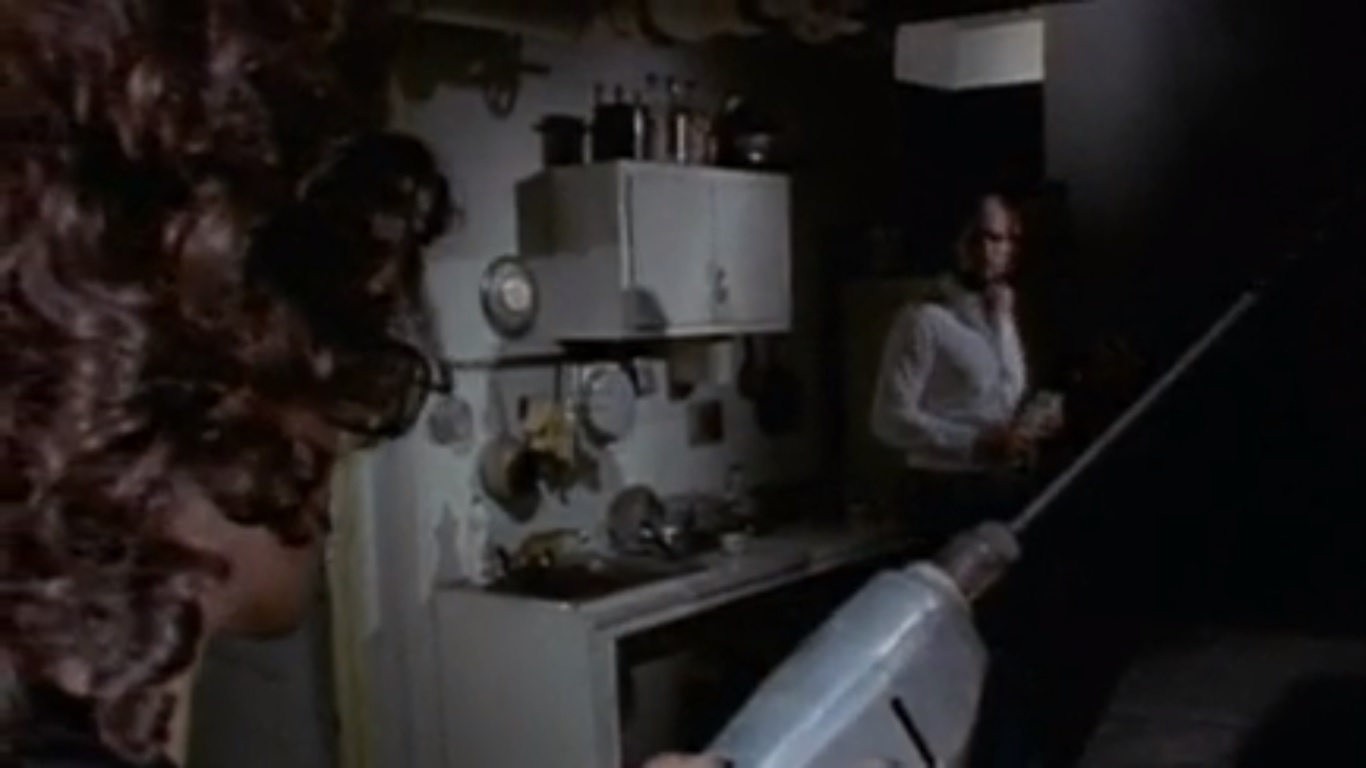
Um exemplo extraído do filme The Driller Killer.

No mundo cinematográfico Over the Shoulder é um termo em inglês que se refere a um enquadramento de câmera enquanto se filma algo ou alguém a partir da perspectiva, ou ângulo da filmadora sobre o ombro de outra pessoa. Este ângulo é comumente utilizado como contra-plano e para estabelecer o assunto de interesse ocorrente. Este tipo de filmagem é também muto comum em entrevistas televisivas. No cinema ele se faz presente muitas das vezes quando dois personagens estão tendo uma discussão e, geralmente, segue de um ângulo amplo, assim auxiliando o público a ter uma melhor noção da ambientação.